# 四輪自転車

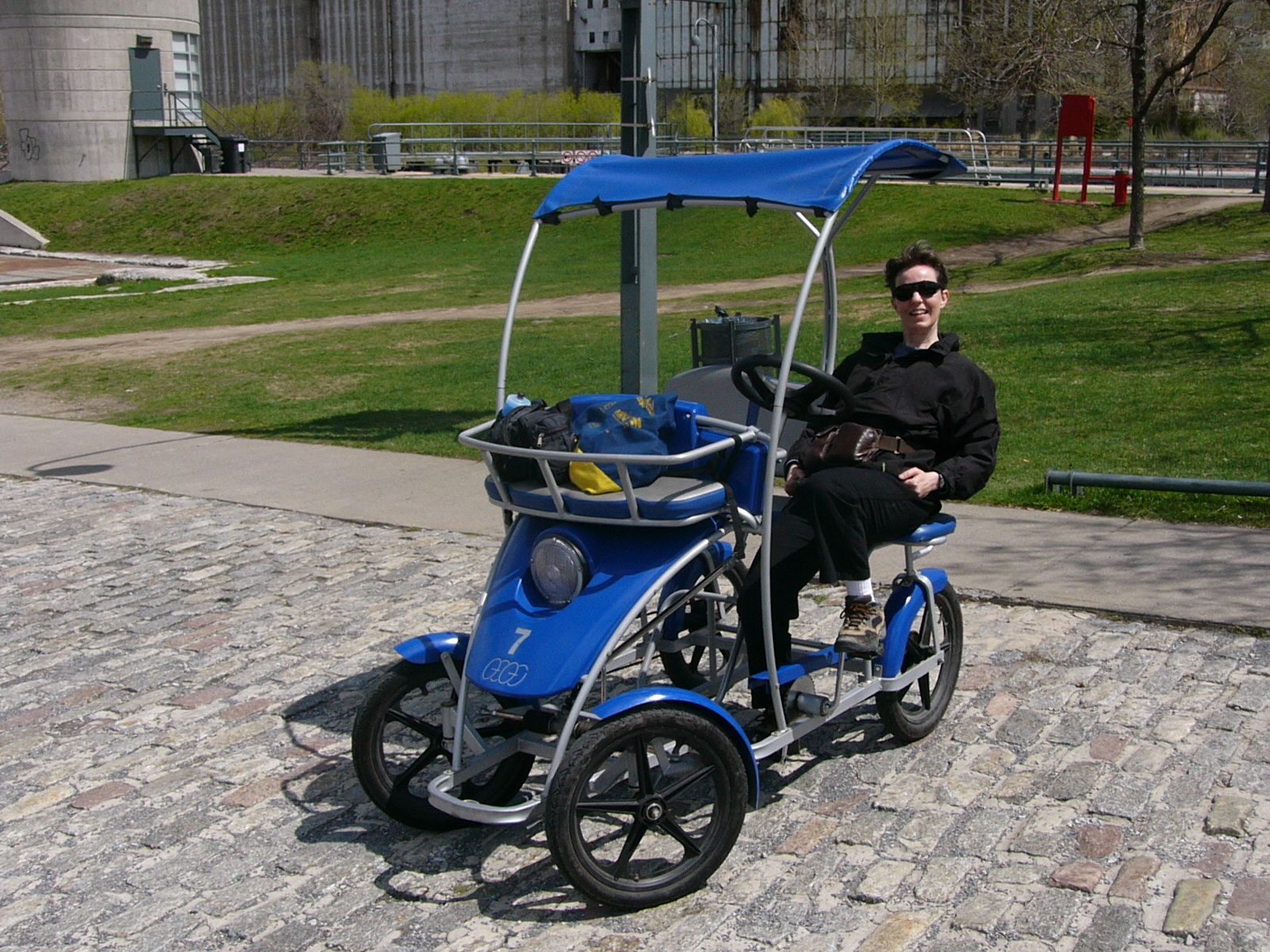
ツーリストレンタル用の四輪自転車

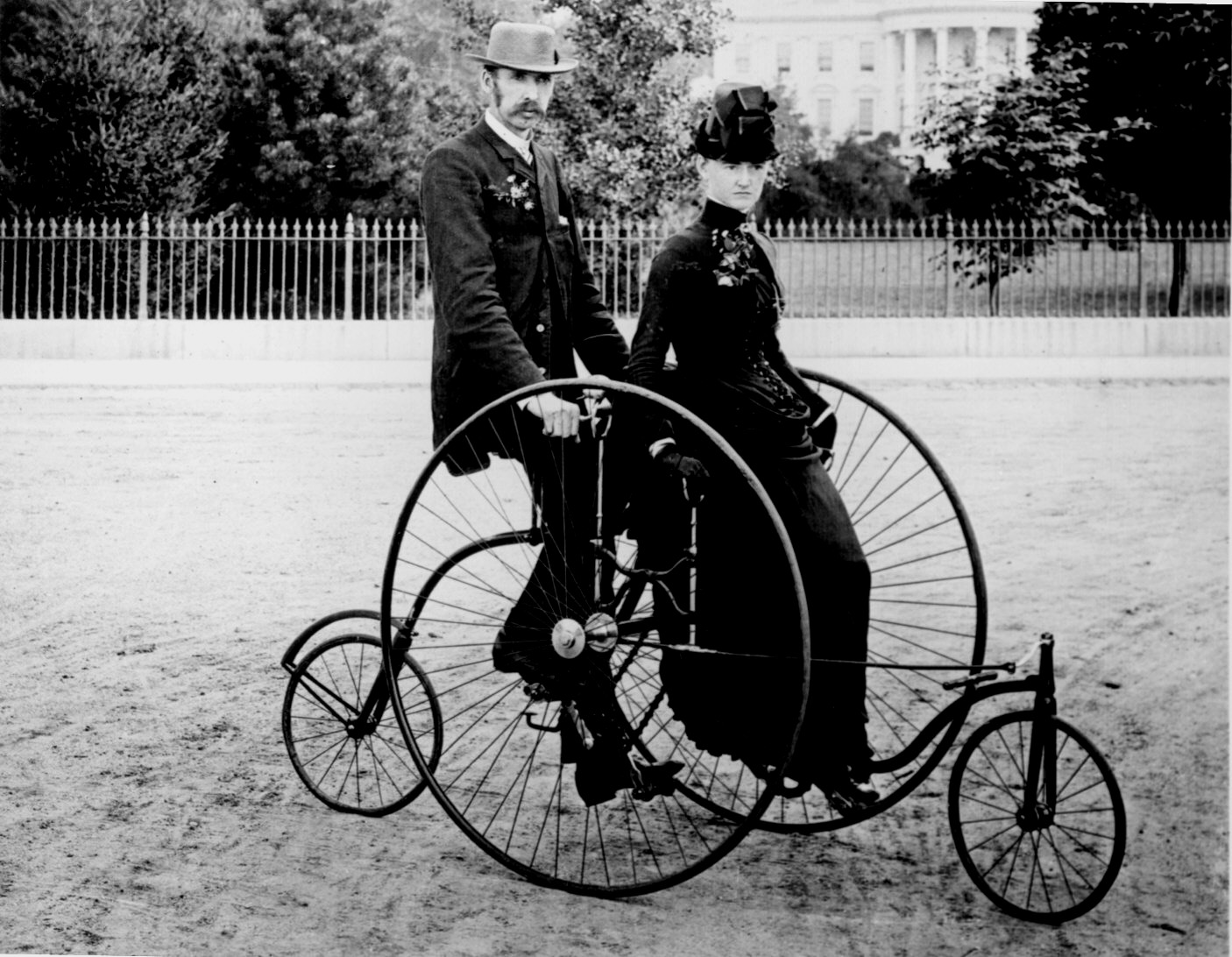
菱形配置の 4輪車 (1886年)

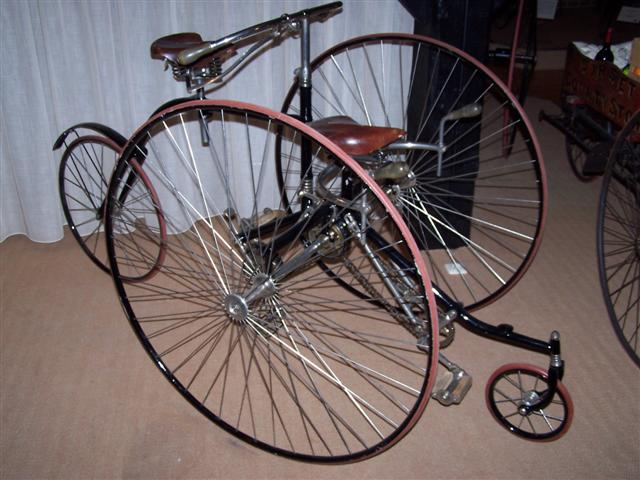
菱形配置の現存写真

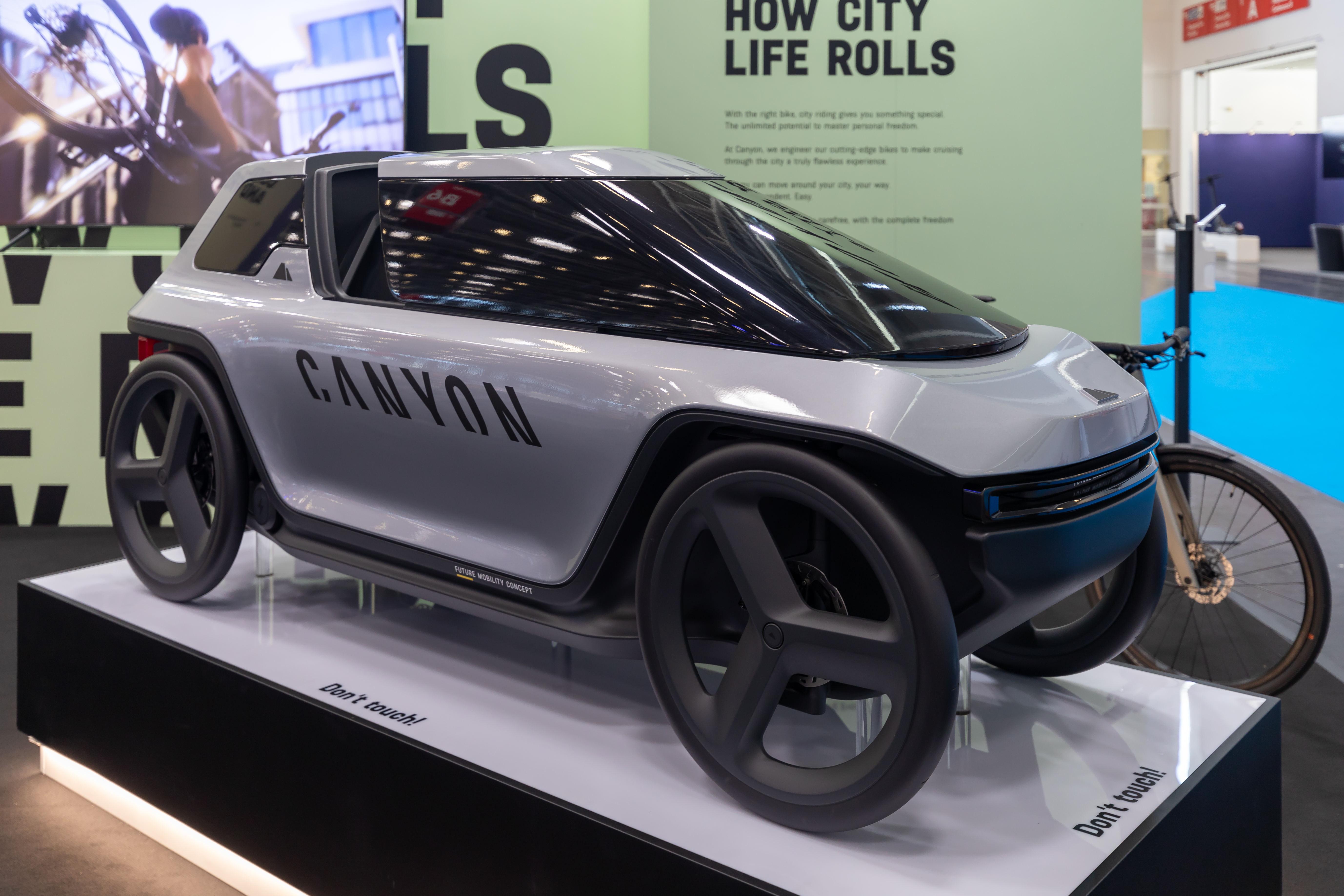
Canyon Future Mobility Concept

四輪自転車（よんりんじてんしゃ）、又は4輪車、 クアドライサイクル (quadricycle)、クアドラサイクル (quadracycle)、クアドロサイクル (quadrocycle) は、4つの車輪を有する自転車（人力によって走行する乗り物）。
なお、本項目では、四輪（以上）を備える、ペダルまたはハンドクランクにより推進し、運転者が車体に乗車して利用するもの（電動アシスト自転車に該当するものを含む）を扱う。

## 概要
初期の自転車は速度が出なかったため、四輪自転車は、運動安定性を得る目的と特性に合致しており、1つの解決策として作られた。一般的だったのは車輪が長方形に位置するデザインだったが、それ以外には菱形（凧形）のデザインもあった。このうち菱形デザインの安定性は、長方形デザインより低いという特徴を有している。
写真の様に複数席のモデルが典型的で、前後に座るタイプと、左右に並んで座るタイプがあった。
蒸気エンジンなどの内燃機関を付けた蒸気4輪車も実験されたが、自動車の登場によって取って代わった。人力単独ではせいぜい0.5馬力が出力できるか否かであり、車輪が多いと重量・抵抗が増すので運転が簡単にはできない事情があったためである。
現代一般的な サリー（元々は19−20世紀の軽馬車）と呼ばれるスタイルの自転車は、ベンチシートを有し、ラック・アンドピニオン式ステアリングと天蓋付きで、観光地などでレクリエーション用の移動手段として使われる。

### 日本
日本ではリカンベントではない大人1人乗りの自転車としては、1980年 - 2010年代は、三輪自転車が存在するように技術的には不可能ではないものの、補助輪扱いでの4輪自転車以外は普通自転車とは認められなかったことから、後述の事情（「法令」参照）により、日本国内で需要が存在せず、国内では一人または二人乗りの四輪自転車はあまり製作されていなかった。1人乗りは輸入車としては存在し、三輪リカンベントからの四輪車化改造車なども存在していた。多人数乗りの、介護用2人乗り自転車や自転車タクシー・ベロタクシーなどの多人数乗車用の安定性確保目的の自転車は製作されている。
2020年12月1日改正法令施行により、従来の普通自転車の規制サイズを満たす四輪の自転車も、普通自転車と認められ、条件付きの歩道通行、および自転車道の通行が必須となった。これに伴い、主にシニア向けに普通自転車サイズの電動アシスト式四輪自転車が国内でも販売されている。なお、これは構造上比較的小型となり、従来見られた比較的大型のものの四輪自転車は、車体の大きさを満たさないため、依然として普通自転車以外の自転車となる（後述）。

#### 法令
2020年12月1日改正法令施行により、従来の普通自転車の規制サイズ（長さ190cm以下、幅60cm以下）を満たし、かつその他の普通自転車の要件を満たす四輪の自転車も、普通自転車と認められ、条件付きの歩道通行が認められた。
なお、これは構造上比較的小型となり、従来見られた比較的大型のものの四輪自転車は、車体の大きさを満たさないため、普通自転車以外の自転車となり依然として条件付きの歩道通行不可、さらには自転車道も通行できない。
また同改正により「長さ190cm以下、幅60cm以下の四輪自転車」（サイドカーまたはサイクルトレーラー付きを除く）は、みなし歩行者の扱いを受ける事となり、押し歩きは歩道等を通行する事となる。同じく自転車道（狭義）についても、そのような規制サイズ以下の四輪自転車は、自転車道を通行可であり、このうち普通自転車に該当するものは通行義務が生じる。

#### 旧法令
2020年12月1日改正法令施行以前は、四輪自転車は、条件付きの歩道通行不可、さらには自転車道（狭義）も通行できず、ほぼ自転車以外の軽車両の扱いとなっていた。
なお、従来の法令では二輪又は三輪の自転車（サイドカーまたはサイクルトレーラー付きを除く）を押して歩いている者はみなし歩行者の扱いを受け、歩道や路側帯を通行でき、かつ通行する必要があった一方で、四輪自転車はこのみなし歩行者扱いが無いために、結果として四輪自転車を押して歩いている者は軽車両扱いとなり、原則として車道だけを通行する事となっていた。
自転車道（狭義）の通行についても同様に、従来の法令では二輪又は三輪の自転車（サイドカーまたはサイクルトレーラー付きを除く）は、自転車道を通行可であり、このうち普通自転車に該当するものは通行義務があった。四輪自転車は全て通行不可であった。

## 製造者
- International Surrey Company, offering surreys designed specifically for the rental industry
- The Rhoades Car
- Champiot, Rowed quadracycles with linkage drive train
- Rowbike, The maker of the 420 Crewzer
- List of Manufacturers

- Eric Staller's Conference Bike 7人乗り4輪車（後輪２個が間隔を狭くデザイン）、名称：カンフェレンス・バイク（会議自転車）

- ランドウォーカー 「ニュークークル」1人乗りユニバーサル自転車、 「かるがも」幼児2人同乗用自転車
- カワムラサイクル ランドウォーカーから移管
- マックス「ニュークークルS」カワムラサイクルを子会社化し、販売に参入[11][12]
- 東部マックスより「クークルM」の商標・意匠・特許等の権利を譲受て参入[13]
- リキシャマン - ウェイバックマシン（2015年6月9日アーカイブ分） 「リンリン3/4」1/2/3人乗り（サドル2席付き）4輪車
- アーテック 「クワイク」四輪リカンベント
- 協栄製作所 シニア向け電動アシスト付き4輪自転車「けんきゃくん」